# Discografia de Ramones
Esta é a discografia da banda de punk rock americana Ramones, formada em 1974 no Queens, Nova York. Sua discografia consiste em quatorze álbuns de estúdio, sete álbuns ao vivo, dezesseis compilações, setenta e um singles e vinte e dois videoclipes.

## Álbuns de estúdio
| Ano  | Detalhes do álbum                                                                      | Posição | Posição | Posição |
| Ano  | Detalhes do álbum                                                                      | US      | SWE     | UK      |
| ---- | -------------------------------------------------------------------------------------- | ------- | ------- | ------- |
| 1976 | Ramones - Gravadora: Sire - Lançamento: 23 de Abril de 1976                            | 100     | 48      | —       |
| 1977 | Leave Home - Gravadora: Sire - Lançamento: 10 de Janeiro de 1977                       | 137     | —       | 45      |
| 1977 | Rocket to Russia - Gravadora: Sire - Lançamento: 4 de Novembro de 1977                 | 70      | 31      | 60      |
| 1978 | Road to Ruin - Gravadora: Sire - Lançamento: 22 de Setembro de 1978                    | 63      | 25      | 32      |
| 1980 | End of the Century - Gravadora: Sire - Lançamento: 4 de Fevereiro de 1980              | 30      | 10      | 14      |
| 1981 | Pleasant Dreams - Gravadora: Sire - Lançamento: 20 de Julho de 1981                    | 58      | 35      | —       |
| 1983 | Subterranean Jungle - Gravadora: Sire - Lançamento: 28 de Fevereiro de 1983            | 91      | —       | —       |
| 1984 | Too Tough to Die - Gravadora: Sire - Lançamento: 1 de Outubro de 1984                  | 122     | 49      | 63      |
| 1986 | Animal Boy - Gravadora: Sire - Lançamento: 19 de Maio de 1986                          | 117     | 37      | 38      |
| 1987 | Halfway to Sanity - Gravadora: Sire - Lançamento: 15 de Setembro de 1987               | 108     | 43      | 78      |
| 1989 | 'Brain Drain - Gravadora: Sire - Lançamento: 18 de Maio de 1989                        | 22      | 41      | 75      |
| 1992 | Mondo Bizarro - Gravadora: Radioactive / Chrysalis - Lançamento: 1 de Setembro de 1992 | 19      | 41      | 87      |
| 1993 | Acid Eaters - Gravadora: Radioactive / Chrysalis - Lançamento: 1 de Dezembro de 1993   | 100     | 26      | —       |
| 1995 | Adios Amigos - Gravadora: Radioactive / Chrysalis - Lançamento: 18 de Julho de 1995    | 48      | 16      | 62      |

## Álbuns ao vivo
| Ano  | Detalhes do álbum                                                    | Posição | Posição |
| Ano  | Detalhes do álbum                                                    | SWE     | UK      |
| ---- | -------------------------------------------------------------------- | ------- | ------- |
| 1979 | It's Alive - Lançamento: Abril 1979 - Gravadora: Sire                | 38      | 27      |
| 1992 | Loco Live - Lançamento: Março 1992 - Gravadora: Sire                 | —       | —       |
| 1996 | Greatest Hits Live - Lançamento: Junho 1996 - Gravadora: Radioactive | —       | —       |
| 1997 | We're Outta Here! - Lançamento: November 1997 - Gravadora: MCA       | —       | —       |
| 2001 | You Don't Come Close - Lançamento: Maio 2001 - Gravadora: Dynamic    | —       | —       |
| 2003 | NYC 1978 - Lançamento: Agosto 2003 - Gravadora: King Biscuit         | —       | —       |
|      |                                                                      |         |         |

## Álbuns de compilação
| 1988                                               | Ramones Mania (The Best Of 1976-1988) - Lançamento: Maio 1988 - Gravadora: Sire                                                          | 168 | —  | —  | - EUA: Ouro |
| 1990                                               | All the Stuff (And More!) Volume 1 (Primeiro e segundo álbuns e mais faixas extras) - Lançamento: Maio 1990 - Gravadora: Sire            | —   | —  | —  |             |
| 1990                                               | All the Stuff (And More!) Volume 2 (Terceiro e Quarto álbuns e mais faixas extras) - Lançamento: Setembro 1990 - Gravadora: Warner Bros. | —   | —  | —  |             |
| 1999                                               | Hey Ho! Let's Go: The Anthology (The Best Of 1975-1996) - Lançamento: Julho 1999 - Gravadora: Rhino                                      | —   | 13 | 74 |             |
| 2000                                               | Ramones Mania Vol. 2 (The Best of 1989-1996) - Lançamento: Abril 2000 - Gravadora: Phantom Records                                       | —   | —  | —  |             |
| 2001                                               | Masters of Rock: Ramones (The Best of 1989-1995) - Lançamento: Agosto2001 - Lançamento: EMI Records                                      | —   | —  | —  |             |
| 2002                                               | Best of the Chrysalis Years (The Best of 1989-1995) - Lançamento: Maio 2002 - Gravadora: EMI                                             | —   | —  | —  |             |
| 2002                                               | Loud, Fast Ramones: Their Toughest Hits (The Best Of 1975-1996) - Lançamento: Outubro 2002 - Gravadora: WEA                              | —   | —  | —  |             |
| 2002                                               | The Chrysalis Years (Final four albums plus Loco Live) - Lançamento: Dezembro 2002 - Gravadora: EMI International                        | —   | —  | —  |             |
| 2004                                               | The Best of The Ramones (The Best of 1989-1995) - Lançamento: Maio 2004 - Gravadora: Simply the Best                                     | —   | —  | —  |             |
| 2005                                               | Weird Tales of the Ramones - Lançamento: Agosto 2005 - Gravadora: Rhino/Warner Bros.                                                     | —   | —  | —  |             |
| 2006                                               | Greatest Hits (The Best Of 1976-1989) - Lançamento: Junho 2006 - Gravadora: Rhino                                                        | —   | —  | —  |             |
| 2007                                               | Essential - Lançamento: 16 de Julho 2007 - Gravadora: Chrysalis                                                                          | —   | —  | —  |             |
| "—" indica lançamentos que não atingiram posições. | |     |    |    |             |

## Singles
| Ano  | Titulo                                 | Posição | Posição          | Posição | Álbum                     |
| Ano  | Titulo                                 | US      | U.S. Modern Rock | UK      | Álbum                     |
| ---- | -------------------------------------- | ------- | ---------------- | ------- | ------------------------- |
| 1976 | "Blitzkrieg Bop"                       | -       | -                | -       | Ramones                   |
| 1976 | "I Wanna Be Your Boyfriend"            | -       | -                | -       | Ramones                   |
| 1977 | "I Remember You"                       | -       | -                | -       | Leave Home                |
| 1977 | "Sheena Is a Punk Rocker"              | 81      | -                | 22      | Rocket to Russia          |
| 1977 | "Swallow My Pride"                     | -       | -                | 36      | Leave Home                |
| 1977 | "Rockaway Beach"                       | 66      | -                | -       | Rocket to Russia          |
| 1978 | "Do You Wanna Dance?"                  | 86      | -                | -       | Rocket to Russia          |
| 1978 | "Don't Come Close"                     | -       | -                | 39      | Road to Ruin              |
| 1978 | "Needles and Pins"                     | -       | -                | -       | Road to Ruin              |
| 1979 | "She's the One"                        | -       | -                | -       | Road to Ruin              |
| 1979 | "Rock 'n' Roll High School"            | -       | -                | 67      | Rock 'n' Roll High School |
| 1980 | "Baby, I Love You"                     | -       | -                | 8       | End of the Century        |
| 1980 | "Do You Remember Rock 'n' Roll Radio?" | -       | -                | 54      | End of the Century        |
| 1980 | "I Wanna Be Sedated"                   | -       | -                | -       | Times Square              |
| 1981 | "We Want the Airwaves"                 | -       | -                | -       | Pleasant Dreams           |
| 1981 | "She's a Sensation"                    | -       | -                | -       | Pleasant Dreams           |
| 1983 | "Psycho Therapy"                       | -       | -                | -       | Subterranean Jungle       |
| 1983 | "Time Has Come Today"                  | -       | -                | -       | Subterranean Jungle       |
| 1984 | "Howling at the Moon (Sha-La-La)"      | -       | -                | 85      | Too Tough to Die          |
| 1985 | "Chasing the Night"                    | -       | -                | 85      | Too Tough to Die          |
| 1985 | "Bonzo Goes to Bitburg"                | -       | -                | 81      | Animal Boy                |
| 1986 | "Somebody Put Something in My Drink"   | -       | -                | 69      | Animal Boy                |
| 1986 | "Something to Believe In"              | -       | -                | 69      | Animal Boy                |
| 1986 | "Crummy Stuff"                         | -       | -                | 98      | Animal Boy                |
| 1987 | "A Real Cool Time"                     | -       | -                | 85      | Halfway to Sanity         |
| 1987 | "I Wanna Live"                         | -       | -                | -       | Halfway to Sanity         |
| 1989 | "Pet Sematary"                         | -       | 4                | -       | Brain Drain               |
| 1989 | "I Believe in Miracles"                | -       | -                | -       | Brain Drain               |
| 1992 | "Poison Heart"                         | -       | 6                | 69      | Mondo Bizarro             |
| 1992 | "Strength to Endure"                   | -       | -                | -       | Mondo Bizarro             |
| 1993 | "Touring"                              | -       | -                | -       | Mondo Bizarro             |
| 1993 | "Journey to the Center of the Mind"    | -       | -                | -       | Acid Eaters               |
| 1993 | "Substitute"                           | -       | -                | -       | Acid Eaters               |
| 1994 | "7 and 7 Is"                           | -       | -                | -       | Acid Eaters               |
| 1995 | "I Don't Want to Grow Up"              | -       | 30               | -       | ¡Adios Amigos!            |

## Tributos
- Gabba Gabba Hey (1991)
- Ramonetures (2000)
- Ramones Forever: an International Tribute (2001)
- Strength to Endure: A Tribute to Motorhead & the Ramones (2002)
- We're A Happy Family (2003)
- Gabba Gabba Metal (2004)
- Blitzkrieg Over You: A Tribute to the Ramones (2004)
- Gabber Gabber Hey!: A Loud And Fastpaced Tribute To The Ramones (2004)
- Todos Somos Ramones (2005)
- Guitar Tribute To The Ramones (2005)
- The Rockabilly Tribute to the Ramones (2005)
- Pan For Punks...A Steelpan Tribute To The Ramones (2005)
- Gabba Gabba Tchê! Tributo ao Ramones em português (2006) - lançado pelo jornal do Rock RS

## Videografia

### Vídeos
- Rock 'n' Roll High School (1979)
- Lifestyle Of The Ramones (1990)
- Ramones: We're Outta Here! (1997)
- Ramones: Around The World! (1998)
- End Of The Century - The Story Of The Ramones (2003)
- Ramones RAW (2004)
- *It’s Alive: 1974-1996 (2007)

### Vídeos musicais
- "I Just Want To Have Something To Do" (1978)
- "Rock 'n' Roll High School" (1979)
- "Do You Remember Rock 'n' Roll Radio?" (1980)
- "We Want The Airwaves" (1981)
- "Psycho Therapy" (1983)
- "Time Has Come Today" (1983)
- "Howling At The Moon" (1984)
- "Something To Believe In" (1986)
- "I Wanna Live" (1987)
- "Merry Christmas" (1989)
- "Pet Sematary" (1989)
- "I Believe In Miracles" (1989)
- "I Wanna Be Sedated" (1989)
- "Blitzkrieg Bop" (1991)
- "Poison Heart" (1992)
- "Strength To Endure" (1992)
- "Touring" (1992)
- "Substitute" (1993)
- "I Don't Want To Grow Up" (1995)
- "Spiderman" (1995)
- "The KKK Took My Baby Away" (2007)
- "It's Not My Place" (2007)